# Igreja de Santa Maria (Burnham on Crouch)

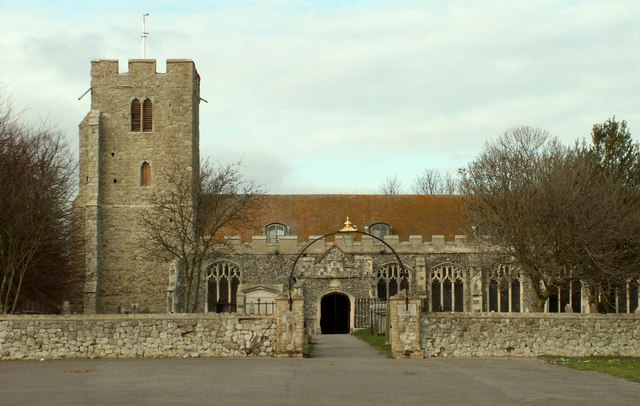
Santa Maria, Burnham-On-Crouch

A Igreja de Santa Maria é uma igreja da Igreja da Inglaterra em Burnham on Crouch, Essex . Está listado como um monumento de Grau II*.